# Heinrich Messikommer
Heinrich Messikommer (* 10. August 1864 in Wetzikon; † 30. Mai 1924 in Zürich) war ein Schweizer Auktionator, Kunst- und Antiquitätenhändler.

## Leben

### Familie
Heinrich Messikommer war der Sohn des Landwirts und Amateurarchäologen Jakob Messikommer und dessen zweiter Ehefrau Babette Barbara (geb. Mäder) aus Illnau; mit mehreren Geschwistern wuchs er in der Tobelackerstrasse 27 in Wetzikon auf. Sein Taufpate war der Dekan Conrad Wilhelm Kambli aus Horgen.
Ab dem 26. Februar 1890 war er mit Alwine (geb. Bosshard) (* 1867; † 5. Dezember 1910) aus Irgenhausen verheiratet; gemeinsam hatten sie eine Tochter, die das Auktions- und Versteigerungshaus nach dem Tod ihres Vaters weiterführte.

### Werdegang
Heinrich Messikommer besuchte die Schule in Wetzikon und die Sekundarschule in Walfershausen bei Wetzikon. Er erhielt am Technikum Winterthur eine Ausbildung zum Dessinateur, die er Ende 1880 wegen Disziplinlosigkeit vorzeitig abbrach; dort lernte er den späteren Kunstmaler Caspar Ritter kennen, mit dem sich eine lebenslange Freundschaft entwickelte.
1883 hielt er sich für mehrere Monate in Marin bei St. Blaise am Neuenburgersee auf und nahm Zeichenunterricht bei dem Kunstmaler August Bachelin; dort lernte er auch die Forscher der La Tène kennen. Ohne Wissen seiner Eltern begab er sich darauf zu Fuss auf eine Wanderschaft; er absolvierte anschliessend eine Lehre zum Fotografen in Marseille. Später war er als Fotograf in Chambéry und ab 1888 in Wetzikon tätig.
1889 eröffnete er in Wetzikon ein Kunst- und Antiquitätengeschäft, das er seit 1891erst im Haus Zur Muschel und später im Zunfthaus zur Meisen in Zürich weiter betrieb. 1912 verkaufte er für den Generalkonsul Heinrich Angst, der als Sammler tätig war, ein silbernes Kalendarium.
Er veranstaltete ab Mai 1904 ein- bis zweimal jährlich Versteigerungen und Auktionen in verschiedenen Galerien in Zürich.
Heinrich Messikommer war bestrebt, Zürich zum Mittelpunkt des Antiquitätenmarktes zu machen und verband sich deshalb 1923 mit dem Kunst- und Antiquitätenhändler Hugo Helbing aus München. Noch kurz vor seinem Tod veranstaltete er mit diesem eine gemeinsame Auktion, auf der sie Antiquitäten und Gemälde versteigerten.
Er wurde oftmals auch als Experte in Kunstsachen beigezogen und galt in Europa als Autorität auf diesem Gebiet. Mit dem Kunsthistoriker Paul Ganz stand er in Briefkorrespondenz. Der spätere Archäologe Otto Hauser wurde sowohl durch Jakob als auch durch Heinrich Messikommer in seinem Lebensweg wesentlich beeinflusst. Seinen Nachruf verfasste der Botaniker Hans Schinz.

### Schriftstellerisches und heimatforschliches Wirken
Gemeinsam mit dem befreundeten Kunsthändler Robert Forrer gab Heinrich Messikommer von 1882 bis 1891 die archäologische Zeitschrift Antiqua: Unterhaltungsblatt für Freunde der Altertumskunde heraus, in der er seine Texte durch eigene Zeichnungen illustrierte.
Er unterstützte seinen Vater bei dessen Grabungsarbeiten bei den Pfahlbauten in Robenhausen und fand hierbei unter anderem einen Teil eines römischen Altarsteins; während dieser Unterstützung nahm er unter anderem auch Gipsabdrücke von verschiedenen Fundstücken, die dann in der Antiquarischen Sammlung Wetzikon aufbewahrt wurden.
1883 übersendete er einen Bericht über die gefundenen Sämereien und Früchte auf der Pfahlbaute Robenhausen an die Zeitschrift für Ethnologie in Berlin. Neben der Gedenkschrift Die Pfahlbauten von Robenhausen, die er 1913 für seinen Vater zum 85. Geburtstag verfasste, veröffentlichte er verschiedene volkskundliche Arbeiten, unter anderem von 1909 bis 1911 Aus alter Zeit in drei Teilen.
1918 verschenkte er die Prähistorische Reservation Messikommer an die Schweizerische Naturforschende Gesellschaft und vermittelte dieser auch eine weitere Schenkung des Fabrikbesitzers Jean Braschler-Winterroth in Wetzikon, der eine Parzelle mit seltenen Torfmoosen der Gesellschaft überliess.
Unter dem  Pseudonym Chaspar Jowäger veröffentlichte er seine Schriften in der Zürcher Wochen-Chronik.
Mit seinem Wissen über Schweizer Mundarten unterstützte er das Schweizerische Idiotikon, dessen erster Band 1881 publiziert wurde. In seiner Schrift Aus alter Zeit, Sitten und Gebräuche im zürcherischen Oberlande beschrieb er unter anderem das Zürcher Schübligziischtig.
Er betätigte sich auch als Volkskundle und beschrieb in Bäuerliche Speisekarte im zürcherischen Oberlande bis ca. 1840 bereits früh die Dörrbohnen.

## Mitgliedschaften
Heinrich Messikommer war durch die Schweizerische Naturforschende Gesellschaft zum Ehrenmitglied ernannt worden.

## Schriften (Auswahl)
- (Hrsg.): Antiqua. Unterhaltungsblatt für Freunde der Alterthumskunde.
- Sprüche an alten Häusern. In: Neue Zürcher Zeitung vom 13. April 1893, S. 5. (Digitalisat in e-npa.ch).
- Die Auferstehungssekte und ihr Goldschatz: ein Beitrag zur Sektiererei im zürcherischen Oberlande; mit zwei Ansichten und vier Tafeln des Schatzes. Zürich 1908.
- Bäuerliche Speisekarte im zürcherischen Oberlande bis ca. 1840. Zürich, 1911. In: Chronik der Stadt Zürich, 18. März 1911. (Digitalisat in e-npa.ch).
- Aus alter Zeit. Ein Beitrag zur Volkskunde.
  - I. Sitten und Gebräuche im zürcherischen Oberlande. Orell Füssli, Zürich 1909.
  - II. Volksleben (im Dialekt), Gesang und Humor im zürcherischen Oberlande. Orell Füssli, Zürich 1910.
  - III. Bäuerliche Speisekarte im zürcherischen Oberlande bis ca. 1840. Orell Füssli, Zürich 1911.
- Die Pfahlbauten von Robenhausen. Orell Füssli, Zürich 1913.
- E paar Stückli vom Chriesi. In: Zytschrift für üsi schwyzerische Mundarte Band 4 (1941–1942), Heft 7–10, S. 58–60. (Digitalisat in E-Periodica).